# シャンペーン郡 (イリノイ州)

イリノイ州内の位置

シャンペーン郡（Champaign County）は、アメリカ合衆国イリノイ州の郡である。人口は20万5865人（2020年）。
郡庁所在地はアーバナである。
隣接するフォード郡、ピアット郡とともに、シャンペーン＝アーバナ都市圏 (en:Champaign–Urbana Metropolitan Area) を構成している。

## 地理
アメリカ合衆国統計局によると、この郡は総面積2,584 km2 (998 mi2) である。このうち2,582 km2 (997 mi2) が陸地で2 km2 (1 mi2) が水地域である。総面積の0.07%が水地域となっている。

### 隣接する郡
- フォード郡 北
- ヴァーミリオン郡 東
- エドガー郡 南東
- ダグラス郡 南
- ピアット郡 西
- マクリーン郡 北西

### 郡内を通過している州間高速道路

シャンペーン郡内に広がるトウモロコシ畑と大豆畑の様子

- 州間高速道路57号線
- 州間高速道路72号線
- 州間高速道路74号線

## 人口動静
以下は2000年国勢調査における人口統計データを参照している。
| 基礎データ - 人口: 179,669人 - 世帯数: 70,597世帯 - 家族数: 39,322家族 - 人口密度: 70人/km²（180人/mi²） 人種別人口構成 - 白人: 78.78% - アフリカ系アメリカ人:11.16% - ネイティブ・アメリカン：0.24% - アジア人: 6.45% - 太平洋諸島系: 0.04% - その他の人種: 1.34% - ヒスパニック・ラテン系: 2.90% 世帯と家族 - 18歳未満の子供がいる: 27.2% - 結婚・同居している夫婦: 43.6% - 未婚・離婚・死別女性が世帯主: 9.2% - 非家族世帯: 44.3% - 単身世帯: 31.4% - 65歳以上の老人1人暮らし: 7.8% - 平均構成人数 - 世帯: 2.33人 - 家族: 2.96人 | 年齢別人口構成 - 18歳未満: 21% - 18-24歳: 23.1% - 25-44歳: 28.2% - 45-64歳: 18% - 65歳以上: 9.7% - 年齢の中央値: 29歳 - 性比: 101.1 - 性比（18歳以上の女性100人あたり18歳以上の男性の人口）:99.7 収入と家計 - 収入の中央値 - 世帯: 37,780米ドル - 家族: 52,591米ドル - 性別 - 男性: 36,844米ドル - 女性: 26,421米ドル - 人口1人あたり収入: 19,708米ドル - 貧困線以下 - 対人口: 16.1% - 対家族数: 6.9% - 18歳未満: 11.8% - 65歳以上: 4.9% |

## 都市及び町
- アーバナ
- シャンペーン
- Bondville
- Broadlands
- Fisher
- Foosland
- Gifford
- Homer
- Ivesdale
- Longview
- Ludlow
- Mahomet
- Ogden
- Pesotum
- Philo
- Rantoul
- Royal
- Sadorus
- Savoy
- Sidney
- St. Joseph
- Thomasboro
- Tolono